# Rượu bí tích

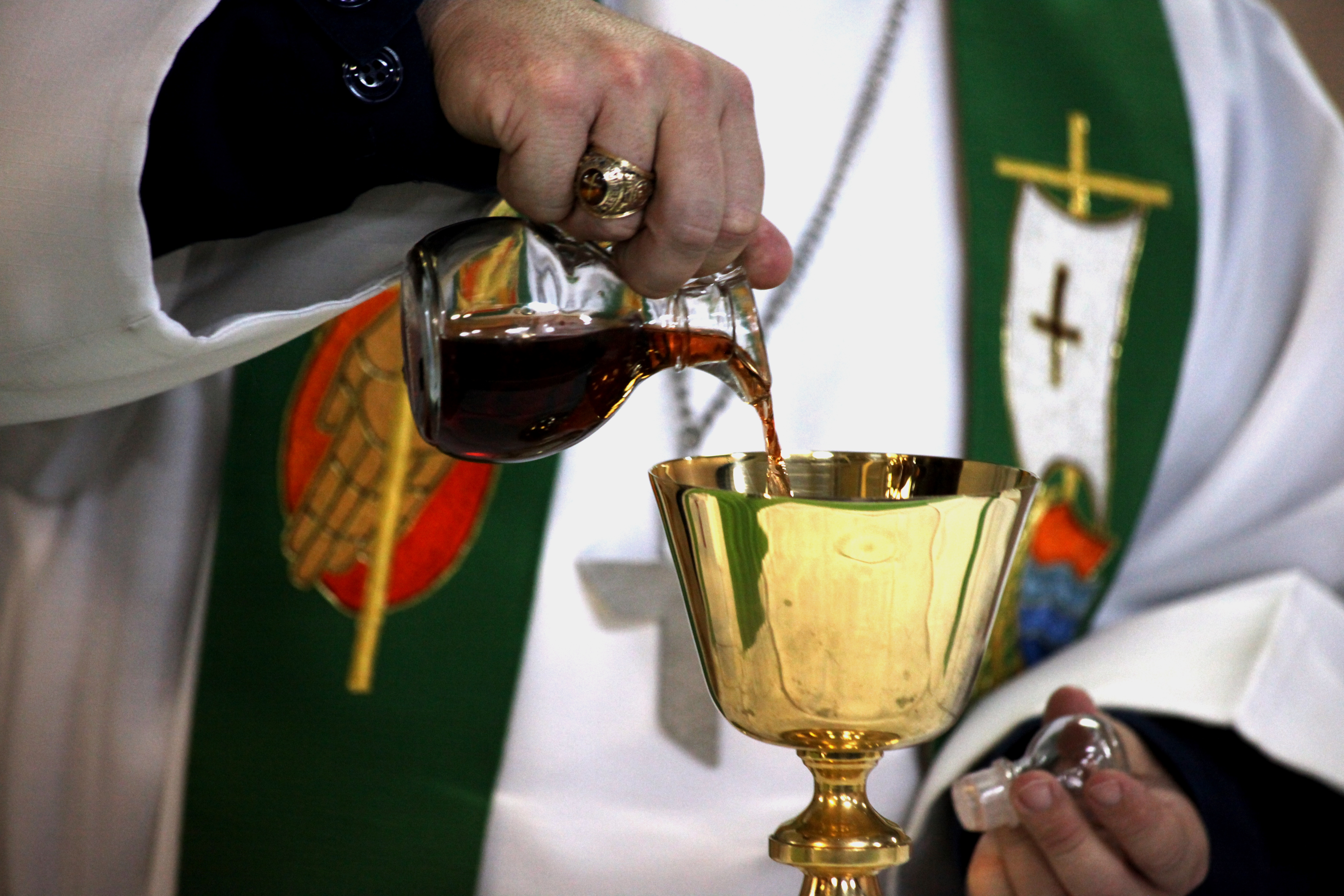
Một viên tuyên úy Mỹ rót rượu bí tích vào chiếc cốc thánh mạ vàng

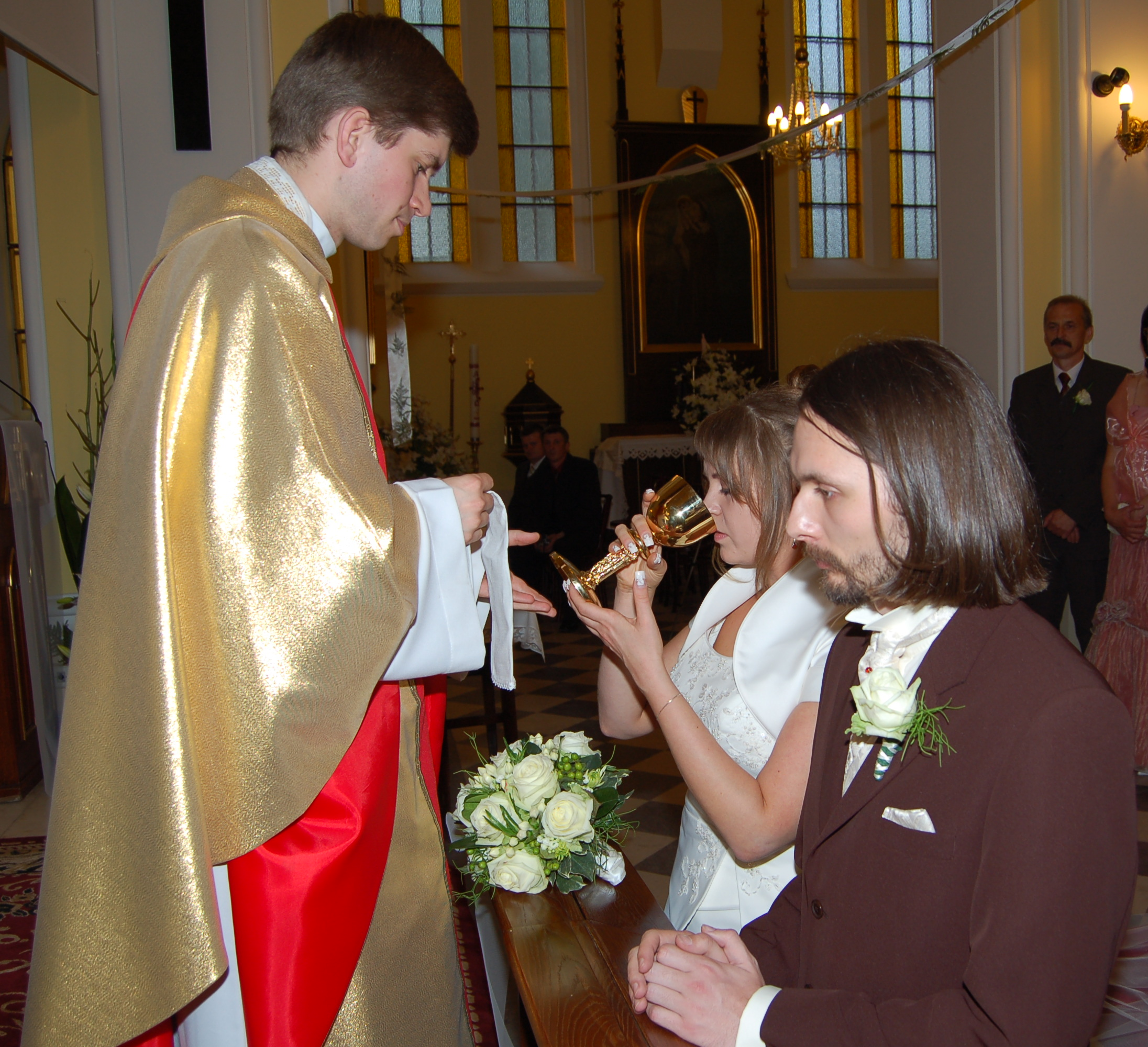
Một cô dâu uống rượu bí tích khi cử hành hôn lễ

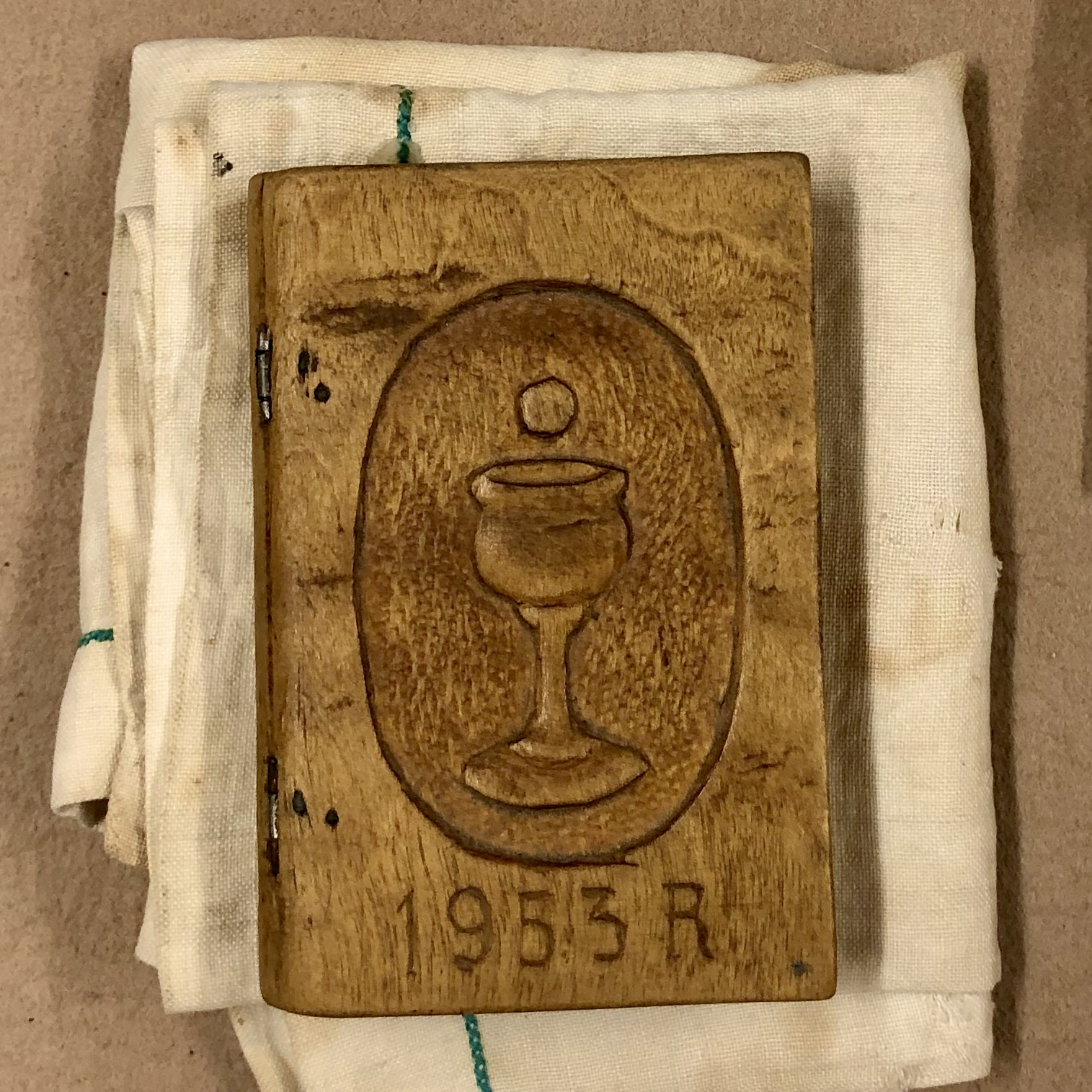
Một hiện vật đồ cổ về rượu bí tích ở Bê-la-rút khắc về rước lễ dưới hình bánh

Rượu bí tích (Sacramental wine) hay rượu hiệp lễ hoặc rượu thánh hiến là rượu thu được từ nho và dùng để cử hành Bí tích Thánh Thể (còn được gọi là Bữa Tiệc Ly hoặc Tiệc Thánh, cùng với các tên khác). Rượu bí tích thường được uống sau khi ăn xong bánh Thánh trong một buỗi lễ Thánh. Vốn dĩ tục uống rượu nho là phổ biến ở vùng Địa Trung Hải thời cổ đại, nghi lễ dâng rượu cúng này cũng mang nhiều ý nghĩa biểu tượng, chẳng hạn như sự mầu nhiệm về bản tính nhân loại và tính thánh thiêng của Chúa Kitô, sự hiệp nhất của Chúa với Giáo hội, và máu của Chúa và nước dịch thân thể chảy từ cạnh mạng sườn Chúa Kitô khi Chúa bị một tên lính La Mã thọc sườn chết. Trong Nghi thức Byzantine của Giáo hội Chính thống Đông phương và một số Giáo hội Công giáo Đông phương, phương pháp thông thường là dùng thìa đưa cho người nhấp một ngụm rượu thánh cùng với một phần bánh thánh đã được truyền phép để trong chén Thánh.
Rượu được sử dụng trong các lễ kỷ niệm sớm nhất của Bữa tối của Chúa. Sứ đồ Phao-lô viết trong 1 Cô-rinh-tô 10:16: "Chén chúc lành mà chúng ta chúc tụng không phải là sự hiệp thông của máu Chúa Kitô hay sao? Và cái bánh chúng ta bẻ chẳng phải là dự phần vào Mình Chúa hay sao? Vì chúng ta tuy nhiều nhưng chỉ là một tấm bánh, một thân thể, tất cả đều cùng chia một tấm bánh Thánh". Trong thời kỳ Giáo hội sơ khai, cả giáo sĩ và giáo dân đều nhận rượu thánh hiến bằng cách uống từ chén thánh, sau khi nhận một phần bánh thánh hiến. Do nhiều yếu tố, bao gồm cả khó khăn trong việc lấy rượu vang ở các quốc gia Bắc Âu (nơi có khí hậu không phù hợp với nghề trồng nho), việc uống rượu từ chén thánh phần lớn bị hạn chế ở phương Tây đối với linh mục đang cử hành, trong khi những người khác chỉ rước lễ dưới hình bánh. Điều này cũng làm giảm tầm quan trọng mang tính biểu tượng của việc chọn loại rượu vang đỏ. Phần lớn các nhà thờ phụng vụ, chẳng hạn như Nhà thờ Công giáo và Nhà thờ Chính thống Đông phương đều yêu cầu rượu bí tích phải là rượu nho nguyên chất. Các nhà thờ Cơ đốc giáo khác, chẳng hạn như Nhà thờ Giám lý, không chấp nhận việc uống rượu và thay thế nước ép nho bằng rượu vang. Trong Kitô giáo phương Tây, rượu vang trắng đôi khi cũng được sử dụng mà thực tế là để tránh vết bẩn trên khăn trải bàn thờ.